# Ciclocomputador
Aparell per a la bicicleta que s'utilitza per prendre mesures de velocitat, distància, temps i altres mesures opcionals que depenen del model de ciclocomputador.

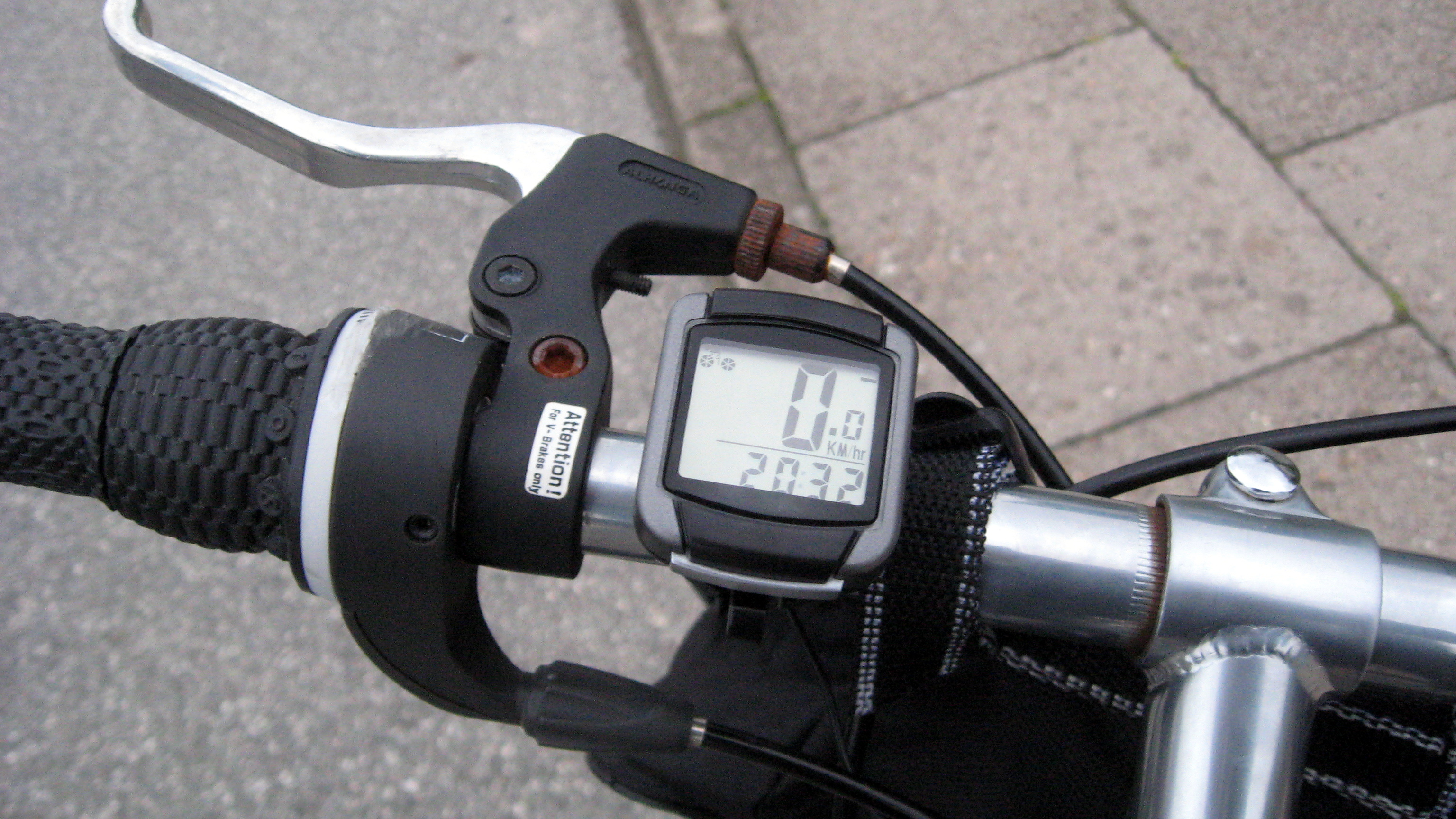

Té més o menys el format d'un rellotge de polsera i es col·loca en un suport al manillar o la potència. En els models  amb cable , del suport surt un cable fins a la forquilla que subjecta la roda, que acaba en un sensor que capta el pas d'un imant col·locat a la roda, normalment en un radi. En els models  sense cable  o sense fil la transmissió de la informació entre el sensor i el ciclocomputador es realitza per senyals de ràdio.
Les funcions que poden dur a terme són:
- Velocitat
  - Actual o instantània.
  - Mitjana
  - Màxima
- Distància
  - Total. Algunes vegades es pot començar a comptar des d'una altra xifra diferent de 0. Per si s'esborra després d'un canvi de pila.
  - Parcial. Alguns té més d'una distància parcial, per explicar el recorregut del dia i algun tram del que es desitja saber la distància.
- Cronòmetre. Es pot activar per mitjà d'un botó o pel moviment de la roda. Normalment per treure la  mitjana  s'utilitza aquesta mesura, de manera que si no es té activat pel moviment de la roda, la mitjana inclourà el temps que està aturat.
- Canvi de funció automàtic. Va alternant la funció visualitzada cada cert temps: Velocitat màxima, mitjana, distància, cronòmetre.
- Memòria per a dos diàmetres de roda. Per emprar-lo en la bicicleta de muntanya i en la de carretera que solen tenir diàmetres diferents. Amb el canvi de coberta pot variar el diàmetre una mica, però totes les llantes del mateix tipus de bicicleta són del mateix diàmetre.
- Mesures en quilòmetres i en milles.

Les funcions es posen a zero prement un botó. De vegades no es pot esborrar independent cada funció sinó que s'esborren per grups: Velocitat màxima, mitjana, 1 º distància, i cronòmetre juntes i 2n distància s'esborra a part.
Altres funcions menys comuns són:
- Càlcul de calories.
- Brúixola
- Altitud i inclinació
- Cadència
- Temperatura
- Pulsòmetre

Un molt bon complement és un receptor de GPS en el que hi pot aparèixer detallada tota la ruta: velocitat, altura sobre el mar, distància, parades, ... a part de marcar punts determinats, amb waypoints.